# Citadel van Namen

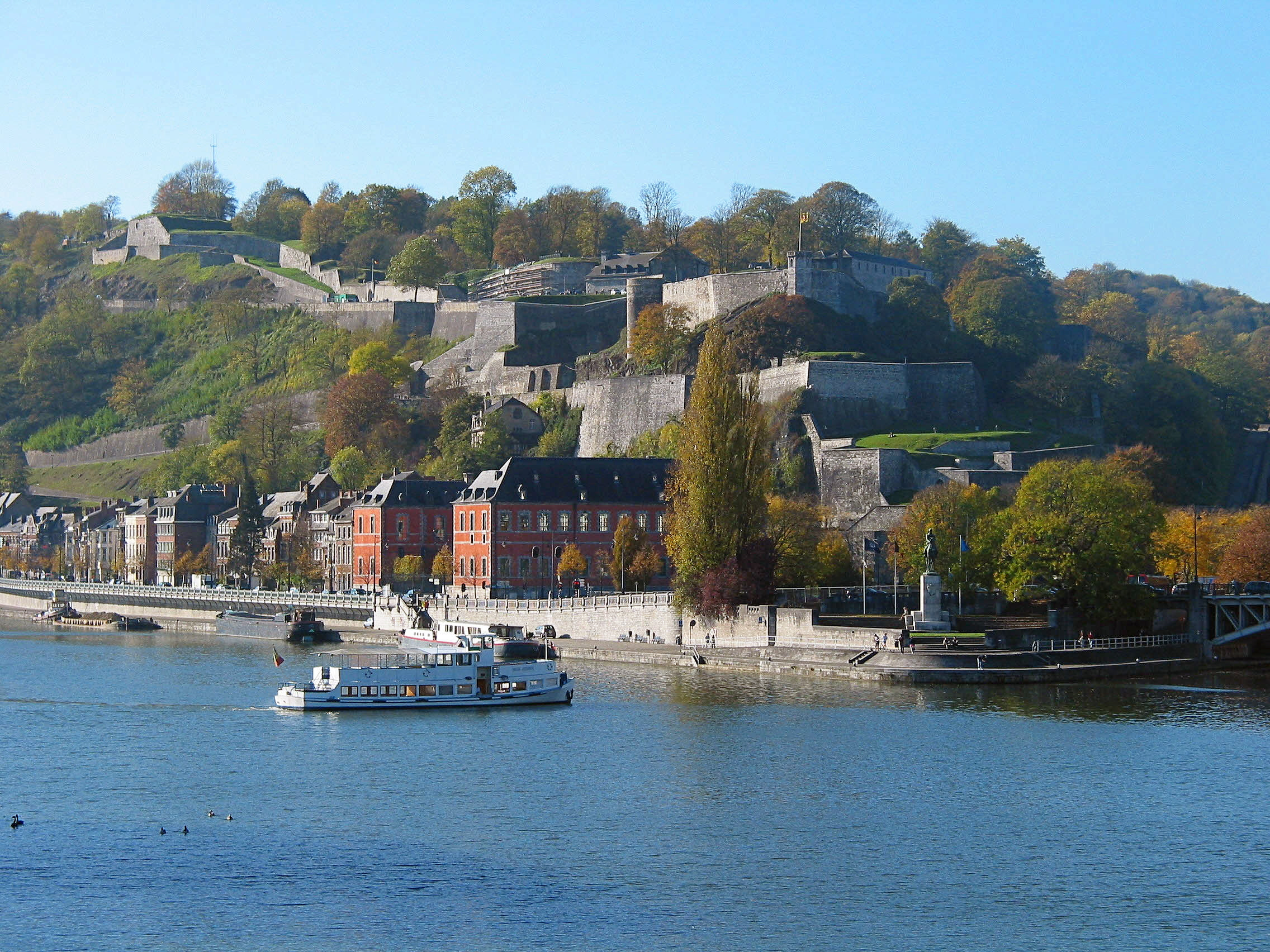
De citadel met aan de waterkant het Hospice Saint-Gilles, zetel van het Waals Parlement

citadel van Namen, detail

De Citadel van Namen ligt op een 100 meter hoge heuvel boven de Belgische stad Namen. Hij ligt op een strategische plaats op de plek waar de rivier de Samber uitmondt in de Maas. Het is een van de grootste burchten van Europa en is via de Pont de Jambes verbonden met het Naamse stadsdeel Jambes.

## Geschiedenis
Waarschijnlijk werd deze heuvel achtduizend jaar geleden al bewoond. Ook de Romeinen gebruikten deze plaats al als fort. De eerste stenen wallen dateren ergens uit de vroege middeleeuwen. Vanaf de 10e eeuw wordt het complex de hoofdzetel van de graven van Namen. Tot aan 1429 zullen in totaal drieëntwintig graven elkaar opvolgen. In het jaar 1421 koopt Filips de Goede het opvolgingsrecht en in 1429 wordt Namen bij het hertogdom Bourgondië gevoegd.
Sedert die tijd is het fort vaak belegerd en is het afwisselend in Spaanse, Oostenrijkse, Franse en Nederlandse handen geweest. De Inname van de Naamse citadel door Don Juan van Oostenrijk vond plaats in 1577. Tussen 1816 en 1825 wordt het gehele complex door de regering herbouwd. Bij de Belgische Revolutie komt het fort vrij snel in handen van de Belgische opstandelingen. In 1893 werd een deel van het complex door koning Leopold II aan de stad afgestaan. Op dit gedeelte wordt het park, de Esplanade, aangelegd. In 1975 wordt het hele fort aan de stad overgedragen en wordt het terrein gedemilitariseerd. In 1977 verlaten de laatste commando's het fort. Vanaf 2012 werden de muren van de citadel gerestaureerd. Sinds 2015 is een bezoekerscentrum Terra Nova ingericht, met een ondergronds multimediaparcours. Sinds 8 mei 2021 verbindt een kabelbaan de benedenstad met de citadel.